# 五车增十五
五车增十五，即御夫座36（36 Aur, 36 Aurigae）或御夫座V444（V444 Aurigae），是一颗位于御夫座的恒星，距离地球约1000光年。
五车增十五是一颗B-型主序星，视星等为5.71。